# Theo Brinkel
Theodorus Bernardus Franciscus Maria (Theo) Brinkel (Haarlem, 29 maart 1958) is een Nederlands voormalig politicus. Hij was van 3 juni 2003 tot 30 november 2006 lid van de Tweede Kamerfractie voor het CDA. Hij is sinds 1981 lid van het CDA. Hij was in de Tweede Kamer woordvoerder ontwikkelingssamenwerking en defensie (infrastructuur). Zijn vader was Michel van der Plas (pseudoniem van Ben Brinkel).
Na de lagere school te Aerdenhout te hebben gevolgd, volgde hij van 1970 tot 1976 gymnasium-a op het Triniteitslyceum te Haarlem. Daarna studeerde hij van 1976 tot 1983 geschiedenis aan de Rijksuniversiteit Leiden. In 2006 promoveerde hij aan de Universiteit van Tilburg op een proefschrift over de staatsopbouw in Zuid-Afrika. Sinds mei 2007 is hij als hoofd fundamentele voorlichting en universitair docent internationale veiligheidsstudies verbonden aan de Nederlandse Defensie Academie, een koepel van de verschillende officiersopleidingen in Nederland.
Sinds 1 december 2016 bekleedt Brinkel tevens, als bijzonder hoogleraar, de KVMO-leerstoel militair-maatschappelijke studies, verbonden aan het Instituut Politieke Wetenschap van de Universiteit Leiden.

## Loopbaan
- van 1982 tot 1984 was hij voorzitter CDJA, kern Leiden
- van 1983 tot 1984 was hij persoonlijk medewerker bij diverse CDA-Tweede Kamerleden
- van 1984 tot 1985 was hij medewerker van het partijblad "CD Aktueel"
- van 1984 tot 1 september 2001 was hij wetenschappelijk medewerker bij de afdeling internationale vraagstukken van het Wetenschappelijk Instituut CDA.
- van 1995 tot 2000 was hij contactpersoon voor het CDA bij de Stichting voor het Nieuwe Zuid-Afrika
- In 2001 was hij internationaal secretaris van het CDA
- Van 1 september 2001 tot juni 2003 was hij algemeen secretaris van de katholieke vredesbeweging 'Pax Christi Nederland'
- Van 2002 tot 2003 was hij lid van het projectteam Midden-Oosten, commissie Buitenland CDA
- Van 3 juni 2003 tot 30 november 2006 was hij lid van de Tweede Kamer der Staten-Generaal
- Vanaf 2003 is hij lid van de Parlementaire Assemblée van de NAVO en lid van het bestuur van de Atlantische Commissie.
- In 2020 publiceerde hij memoires van Ruud Lubbers die hij al in 1992-1995 geschreven had.[1]

## Onderscheidingen
- Ridder in de Orde van het Heilig Graf (14 april 2007)

## Publicaties
- Nation building and pluralism : experiences and perspectives in state and society in South Africa. Proefschrift Universiteit van Tilburg, 2006. Handelseditie: Den Haag, SDU uitgevers, ISBN 9012115779
- Het kabinet-Mackay. Opstellen over de eerste christelijke coalitie (1888-1891) (Baarn, 1990) (red. met J. de Bruijn en A. Postma). ISBN 9051580363

- Digitale Bibliotheek voor de Nederlandse Letteren: brin093
- Gemeinsame Normdatei: 171990331
- International Standard Name Identifier: 0000 0000 3308 0845
- Library of Congress Control Number: n92031782
- Nederlandse Thesaurus van Auteursnamen: 070286213
- Parlement.com: vge7dtpjh1yt
- Virtual International Authority File: 193083471
- WorldCat: E39PBJyH3MKRQt7QK9TmkHwXBP